# Amblin Partners
Amblin Partners, ook bekend als Storyteller Holding Co., LLC, is een Amerikaans filmproductiebedrijf en televisieproductiemaatschappij, opgericht op 16 december 2015 in Californië. Het bedrijf is de opvolger van Steven Spielbergs voormalige Dreamworks Studios, in samenwerking met Universal Pictures, Reliance Entertainment, Alibaba Group en Lionsgate Studios.
Naast zijn productieactiviteiten, doet Amblin Partners ook dienst als moedermaatschappij van Amblin Entertainment, Amblin Television en DreamWorks.

## Geschiedenis
Amblin Partners werd opgericht door Steven Spielberg, Jeff Skoll, Anil Ambani en Darren Throop op 16 december 2015 in Universal City, Californië. De voornaamste activiteiten van het bedrijf is het produceren van film- en televisieproducties. Dit doet het bedrijf door gebruik te maken van de DreamWorks, Amblin Entertainment en Participant Media merken. Films die gericht zijn op een volwassen publiek, worden uitgebracht onder het DreamWorks-label. Het Amblin-label wordt gebruikt voor familie-vriendelijke films en het Participant-label voor films over sociale rechtvaardigheid. 
Meteen na de oprichting van het bedrijf werd bekendgemaakt dat een distributie- en marketingovereenkomst werd gesloten met Universal Pictures. Door deze deal zal Universal gedurende vijf jaar de distributie en marketing van de Amblin Partners producties voor zijn rekening nemen.
Begin oktober 2016 nam het Chinese Alibaba Pictures een minderheidsparticipatie in Amblin Partners. Alibaba Pictures staat sindsdien in voor marketing en merchandising van producties van Amblin Partners in China. Daarnaast heeft Alibaba Pictures een ondersteunende rol voor de distributie in China én zal het producties van Amblin en DreamWorks co-financieren.
In februari van 2017 kocht Universal een minderheidsaandeel in Amblin Partners, om de band tussen beide bedrijven te versterken.